# Totoras
Totoras är en ort i Argentina.   Den ligger i provinsen Santa Fe, i den centrala delen av landet, 300 km nordväst om huvudstaden Buenos Aires. Totoras ligger 56 meter över havet och antalet invånare är 9 587.
Terrängen runt Totoras är mycket platt. Runt Totoras är det glesbefolkat, med 20 invånare per kvadratkilometer.. Det finns inga andra samhällen i närheten.
Trakten runt Totoras består till största delen av jordbruksmark.